# 류현준
류현준(2005년 3월 25일 ~ )은 KBO 리그 두산 베어스의 야구 선수다.

## 출신 학교
- 문정초등학교
- 배재중학교
- 장충고등학교

## 등번호
- 119 (2024)
- 11 (2024-)